# ネーメト・クリスティアーン
ネーメト・クリスティアーン（ハンガリー語：Németh Krisztián、1989年1月5日 - ）は、ハンガリー出身の同国代表サッカー選手。ポジションはFW。

## 経歴
2005年にMTKブダペストFCと契約をし、37試合で18得点を記録、クラブは2006-07シーズンにハンガリーリーグ2位となる。また2006年に開催されたUEFA U-17欧州選手権に、U-17ハンガリー代表として招集を受け、2ゴールを記録した。そして、ハンガリーU-17でのチーム・オブ・ザ・イヤーに輝いた。
2007年の夏にリヴァプールFCと3年契約を結ぶ。リザーブチームでのデビュー戦となったマンチェスター・シティFC戦で2得点を決め、その1週間後のエヴァートンFC戦で再び2得点を記録、デビューから3試合で5ゴールの活躍を見せた。2008年4月、ネーメトはブラックバーンのリザーブチームを相手に1得点し、リヴァプールのリザーブチームをプレミアリザーブリーグのノースディビジョン優勝に貢献した。また、5月7日にプレミアリザーブリーグのサウスディビジョンで優勝したアストン・ヴィラを3-0で破り、プレミアリザーブリーグのタイトルを獲得した。ネーメトはノースディビジョンの2007-08シーズン得点王に輝き、リヴァプールファンにリザーブチームでの同年のプレイヤー・オブ・ザ・イヤーに選ばれた。また、2008年のUEFA U-19欧州選手権でハンガリーU-19代表に選出され、ハンガリーU-19代表でもチーム・オブ・ザ・イヤーとなった。
7月30日、ネーメトはビジャレアルCFとの親善試合で後半から出場、8月2日に行われたグラスゴー・レンジャーズとの親善試合でも同様に後半から出場した。
また、8月2日にハンガリー代表の監督を務めていたエルウィン・クーマンは、ネーメトにフットボールリーグ・チャンピオンシップで経験を積むよう促した。
2009年1月26日、チャンピオンシップに所属するブラックプールFCと1月のみレンタル移籍をした。その次の日の試合で、59分から出場。しかしチームは3-0で破れ、相手ディフェンダーとの接触により頬骨を骨折してしまった。2009年8月25日、リヴァプールはネーメトがレンタルでAEKアテネへ移籍することを発表した。そして、9月20日にAEKアテネで初得点を挙げた。
2010年8月24日ギリシャのオリンピアコスFCへ完全移籍が発表された。移籍金は￡103万で3年契約。1月28日、エスニコス・オリンピアコス・ヴォロスFCにレンタル移籍した。
2012年7月18日、ローダJCに移籍した。
2014年12月18日、スポルティング・カンザスシティに移籍した。
2016年1月29日、アル・ガラファに移籍した。
2017年8月10日、ニューイングランド・レボリューションに移籍した。

## 個人成績

### 代表での成績
出典
| ハンガリー代表 | 国際Aマッチ | 国際Aマッチ |
| 年             | 出場        | 得点        |
| -------------- | ----------- | ----------- |
| 2010           | 1           | 0           |
| 2011           | 3           | 0           |
| 2012           | 7           | 0           |
| 2013           | 4           | 1           |
| 2014           | 0           | 0           |
| 2015           | 8           | 2           |
| 2016           | 7           | 0           |
| 2017           | 2           | 0           |
| 2016           | 1           | 1           |
| 通算           | 33          | 4           |

## タイトル
クラブ
オリンピアコスFC
- ギリシャ・スーパーリーグ 2010–11